# Abschnittsbefestigung Herrenberg
Die Abschnittsbefestigung Herrenberg ist eine abgegangene frühmittelalterliche Abschnittsbefestigung auf 517 m ü. NHN ca. 820 m östlich von Herrnberg bzw. 520 m nordwestlich von Rabeneck, beides Gemeindeteile der Gemeinde Sankt Wolfgang im Landkreis Erding in Bayern.

## Beschreibung
Die Anlage war eine ottonische Fliehburg und stammt aus der Zeit der Ungarneinfälle; sie wird als Bodendenkmal unter der Aktennummer D-1-7738-0018 als „Abschnittsbefestigung des frühen Mittelalters“ geführt. Die den Bergsporn des Herrnbergs einnehmende Anlage besitzt die Ausmaße von ca. 150 m in Nord-Süd-Richtung und 130 m in West-Ost-Richtung. Im Osten wird sie vom Gewässer des Burghofgrabens, im Westen von dem des Herrenberger Graben umflossen, die beide in die Lappach einmünden. Die Anlage liegt in einem Waldgebiet, erhalten ist noch eine mächtige Wall- und Grabenanlage mit Vor- und Hauptbefestigung. Aus dem 19. Jahrhundert stammt die historisch falsche Bezeichnung „Römerschanze“.